# 存在主义是一种人道主义
《存在主义是一种人道主义》原是萨特的一篇演讲，目的是“针对几种对存在主义的责难进行辩护”。萨特所说的人道主义并不是指以个人的伟大而赞扬人类伟大的人道主义，而是指人处在一个人的主观性林立的世界中不断超越自我的，以人为核心的人道主义。